# Psecas bubo
Psecas bubo är en spindelart som först beskrevs av Władysław Taczanowski 1871.  Psecas bubo ingår i släktet Psecas och familjen hoppspindlar. Inga underarter finns listade i Catalogue of Life.